# Miami Seahawks
I Miami Seahawks sono stati una franchigia professionistica di football americano con sede a Miami, Florida. La squadra giocò nella ora defunta All-America Football Conference per una stagione, la 1946, prima di scomparire. I Seahawks si distinsero per essere stati la prima squadra professionistica di una lega maggior con sede a Miami e la prima squadra di football professionistica della Florida.

## Storia
I Seahawks furono una delle franchigie fondatrici della All-America Football Conference, una lega formatasi nel 1946 e che competé con la National Football League fino alla chiusura nel 1949. Inizialmente furono allenati da Jack Meagher e in seguito da Hamp Pool. La squadra affrontò un calendario difficile con molte gare in trasferta piazzate all'inizio della stagione, terminando la stagione di 14 partite con 3 sole vittorie. La franchigia, che aveva accumulato 350.000 dollari di debiti, fu confiscata dalla AAFC alla fine della stagione e i suoi diritti furono acquisiti da un gruppo di imprenditori che riorganizzò la squadra nell'incarnazione originale dei Baltimore Colts. La Florida non avrebbe avuto un'altra squadra professionistica di una lega maggiore di football finché la American Football League non aggiunse i Miami Dolphins nel 1966.
Risultati della stagione 1946
- Ven. 6 Set. --- Miami 0 @ Cleveland Browns 44
- Dom. 15 Set. --- Miami 14 @ San Francisco 49ers 21
- Ven. 20 Set. --- Miami 14 @ Los Angeles Dons 30
- Mar. 8 Ott. --- San Francisco 49ers 34 @ Miami 7
- Ven. 11 Ott. --- Miami 17 @ Buffalo Bisons 14
- Ven. 18 Ott. --- Miami 7 @ Chicago Rockets 28
- Ven. 25 Ott. --- Miami 7 @ Brooklyn Dodgers 30
- Ven. 3 Nov. --- Miami 21 @ New York Yankees 24
- Lun. 11 Nov. --- Chicago Rockets 20 @ Miami 7
- Lun. 18 Nov. --- Buffalo Bisons 14 @ Miami 21
- Lun. 25 Nov. --- Los Angeles Dons 34 @ Miami 21
- Mar. 3 Dic. --- Cleveland Browns 34 @ Miami 0
- Lun. 9 Dic. 9--- New York Yankees 31 @ Miami 0
- Ven. 13 Dic. --- Brooklyn Dodgers 20 @ Miami 31